# Lesliana Pereira
Lesliana Massoxi Amaro Gomes Pereira, được biết đến với tên gọi ngắn gọn hơn là Lesliana Pereira là một nữ diễn viên, người mẫu và người chiến thắng cuộc thi sắc đẹp Angola. Cô được trao vương miện Hoa hậu Angola 2007. Cô tiếp tục đại diện cho đất nước của mình tham gia cuộc thi Hoa hậu Hoàn vũ 2008, nhưng không được xếp hạng tại cuộc thi này. Trong năm 2014, cô đóng vai chính trong bộ phim Njinga: Nữ hoàng Angola, một vai diễn giúp cô giành được giải Nữ diễn viên xuất sắc nhất tại Giải thưởng điện ảnh châu Phi lần thứ 11.

## 2008-2013: Hoa hậu Angola
Cô thử vai Erica Chissapa trong phim Xuxa Meneghel, Xuxa trong Mystery of Feiurinha. Cuối cùng, cô đóng vai Fadona trong phim, được phát hành vào tháng 1 năm 2010. Bộ phim thành công về mặt thương mại và bán được nhiều hơn Avatar trong tuần đầu tiên ở Angola.
Cô được trao vương miện Hoa hậu Angola năm 2007 và đại diện cho quốc gia của mình trong Hoa hậu Hoàn vũ 2008. Cùng với người chiến thắng Hoa hậu Hoàn vũ, Leila Lopes, Periera được phỏng vấn trong chương trình truyền hình Bồ Đào Nha nổi tiếng Programa do Jo.

## 2013-2015: Njinga: Nữ hoàng Angola
Vai trò của Pereira trong bộ phim lịch sử năm 2014, Njinga: Nữ hoàng Angola đã đưa cô đến với ánh đèn rộng rãi hơn. Bộ phim kể một câu chuyện về việc một Nữ hoàng Angola đã có thái độ đối lập với các thủ lĩnh thuộc địa. Bộ phim được chiếu ở một số quốc gia bao gồm London. Trong liên hoan phim của Film Africa, số lượng vé được yêu cầu cho bộ phim lớn hơn nhiều so với số ghế có sẵn. Ban tổ chức phải di dời phòng chiếu đến một căn phòng lớn hơn để chứa người xem bộ phim.
Bộ phim không chỉ thành công về mặt thương mại mà còn giành được giải thưởng cho cô, trong đó có giải nữ diễn viên xuất sắc nhất tại Giải thưởng điện ảnh Châu Phi.
Điều này đã dẫn đến các cuộc phỏng vấn cao cấp với chương trình truyền hình nổi tiếng của Anh, Arise News và cô dẫn đầu một phóng sự cho Revista Africa của Globo Internacional. Là một phần trách nhiệm xã hội của mình, cô công khai ủng hộ cho nhận thức và bảo vệ chống lại HIV / AIDS.